# Spartaco Rossi
Spartaco Rossi (født 1910 i Sao Paulo, Brasilien - død 27. december 1983) var en brasiliansk komponist, fløjtenist og dirigent. Rossi studerede komposition, fløjte og direktion på Escola Americanaand og Conservatorio Dramatico e Musical de Sau Paulo
Han har skrevet en symfoni, orkesterværker, kammermusik, sange, tonedigtninge etc.
Rossi grundlage, ledede og dirigerede orkesteret Orquestra do Muncipal de Sau Paulo.

## Udvalgte værker
- Symfoni af moderlandet (1960) - for orkester
- Anchietas drøm (19?) - for orkester